# 兌換ウォン
兌換ウォン（だかんウォン）、（朝：외화와 바꾼돈표、ウエファワパックントンピョ、直訳 :「外貨と両替した通票」・通称: パックントン）とは、朝鮮民主主義人民共和国で発行された外貨兌換券 (FEC=Foreign Exchange Certificate) 。この外貨兌換券は単にトンピョともいう。

## 歴史

### 外貨兌換券の発行
北朝鮮は1979年から外貨を国庫に回収するため外貨兌換券を発行していた。
兌換券は朝鮮民主主義人民共和国貿易銀行が発行し、価値は自国通貨の人民ウォン（朝鮮民主主義人民共和国中央銀行発行）と等価とされていた。
外交官などが外貨を使用するときは平壌など約20か所にあった外貨商店で外貨を外貨兌換券に交換して使用した。外貨商店では質の高い外国製品の買い物ができることから、兌換券は同国国民にとっては人気の高い紙幣となった。そのため闇両替が横行し、人民ウォンの4 - 80倍もの価値で取引されていたと言われる。
社会主義諸国の通貨と交換した赤みがかった紙幣と、資本主義諸国の通貨と交換した青みがかった紙幣の2種類が存在し、後者の方が人気が高かった。
兌換券の種類は1・5・10・50チョン、1・5・10・50ウォンの8種類で、人民ウォンでは硬貨になっていた補助通貨のチョンも、兌換券では紙幣であった。紙幣のデザインは、チョンは金額表示が違うのみでどれも同じ、ウォンはデザインは同じだが金額によって縦横の大きさが異なっていた。なお、デザインは補助通貨のものは幾何学模様であったが、ウォン単位のものは社会主義諸国からのものは世界各国から金日成に贈られた土産物を展示する施設である国際親善展覧館、資本主義諸国からのものは、千里馬が描かれていた。

### 外貨兌換券の廃止
北朝鮮では1990年代から食糧難や物資難など経済状況が悪化し、闇市場の拡大で外貨兌換券との交換が少なくなったため2002年7月に外貨兌換券は廃止された。

### 再発行の動き
2021年9月、韓国メディアは朝鮮中央銀行が臨時金券（トンピョ）を発行していると写真を入手して報じた。臨時金券の発行について様々な分析が出され、外貨保有高の減少が原因で外貨兌換券を再発行しているという分析や、外貨難で中国から紙幣印刷用の紙とインクを輸入できなくなったため一時的に国産の紙で臨時金券を発行しているという分析が報じられている。
2024年11月から12月にかけて5万北朝鮮ウォンを最高額とする新たなトンピョを当局が発行しインフレーションは徐々に沈静化しつつあるものの、2025年1月中旬時点では市中において5000北朝鮮ウォンの新トンピョが3200北朝鮮ウォンの現金と交換されるなど僅か2ヶ月ほどで価値が35%減損しており、受け取り拒否も生じている。

## 紙幣
| 画像 | 画像 | 金額     | 説明     | 説明 |
| 表面 | 裏面 | 金額     | 表面     | 裏面 |
| ---- | ---- | -------- | -------- | ---- |
|      |      | 50ウォン | 千里馬像 | 額面 |
|      |      | 10ウォン | 千里馬像 | 額面 |
|      |      | 5ウォン  | 千里馬像 | 額面 |
|      |      | 1ウォン  | 千里馬像 | 額面 |
|      |      | 50チョン |          |      |
|      |      | 10チョン |          |      |
|      |      | 5チョン  |          |      |
|      |      | 1チョン  |          |      |

| 画像 | 画像 | 金額     | 説明            | 説明 |
| 表面 | 裏面 | 金額     | 表面            | 裏面 |
| ---- | ---- | -------- | --------------- | ---- |
|      |      | 50ウォン | 国際親善 展覧館 | 額面 |
|      |      | 10ウォン | 国際親善 展覧館 | 額面 |
|      |      | 5ウォン  | 国際親善 展覧館 | 額面 |
|      |      | 1ウォン  | 国際親善 展覧館 | 額面 |
|      |      | 50チョン |                 |      |
|      |      | 10チョン |                 |      |
|      |      | 5チョン  |                 |      |
|      |      | 1チョン  |                 |      |